# 대구문화재단
대구문화재단(大邱文化財團, Daegu Foundation for Culture)은 대구광역시가 출연한 재단법인이다. 대구광역시 중구 대봉로 260(구. 대구상업학교 본관)에 있다.

## 설립 근거
- 문화예술진흥법(2014. 7. 29. 이후 지역문화진흥법)
- 민법 제32조
- 대구광역시 문화재단 설립 및 운영 조례[2]

## 연혁
- 2002년 1월      문화예술계(예총)에서 문화재단 설립 제의
- 2004년 5월      대구문화중장기발전계획(2006-2015)에 반영
- 2006년 5월      김범일 대구광역시장후보 선거공약
- 2008년 2월      대구문화재단설립자문위원회 구성
- 2008년 3월      대구문화재단설립기본계획 수립
- 2008년 5월      문화재단 설립 및 운영 조례 제정.공포
- 2008년 7월      문화재단설립기금 추경 편성(150억원)
- 2009년 1월      문화재단 설립 및 세부운영계획 수립
- 2009년 2월      문화재단 설립 발기인 총회
- 2009년 4월 16일 재단법인 대구문화재단 법인설립 등기
- 2009년 5월 12일 대구문화재단 김순규 대표 취임
- 2009년 7월 13일 공개채용직원(9명) 임용장 수여
- 2009년 7월 29일 대구문화재단 현판제막식 개최
- 2012년 1월 2일 재단 조직개편('팀' 제를 '부' 제로 개정)
- 2012년 4월 5일 재단 계간지 '대문' 창간호 발행
- 2012년 4월 16일 제2기 이사진 구성
- 2012년 5월 23일 김정길 2대 대표이사 취임
- 2013년 10월 24일 문무학 3대 대표 취임
- 2015년 4월 16일 제3기 이사진 구성
- 2015년 6월 26일 심재찬 4대 대표이사 취임

## 주요 업무
- 문화예술의 창작·보급·활동의 지원
- 시민의 문화향수 기회 확대 및 창의성 제고
- 전통문화예술의 계승과 발전
- 문화예술진흥을 위한 정책개발·자문 및 교육·연구
- 대한민국 내·외 문화예술 교류
- 문화예술 정보의 축적 및 네트워크 서비스 사업
- 기타 문화예술진흥을 위하여 대구광역시장(이하 “시장”이라 한다.)이 위탁하는 사업

## 조직

### 기획경영본부
- 기획경영팀
- 정책홍보팀
- 재무회계팀

### 예술진흥본부
- 예술진흥팀

- 가창창작스튜디오
- 대구예술발전소운영팀

### 시민문화본부
- 시민문화팀
- 문화예술교육팀(대구문화예술교육지원센터)
- 축제운영팀

### 예술인지원센터
- 예술인지원팀

- 대구공연예술연습공간
- 범어아트스트리트

## 같이 보기
- 서울문화재단
- 경기문화재단
- 강원문화재단
- 충북문화재단
- 대전문화재단
- 전북문화재단
- 광주문화재단
- 전남문화예술재단
- 경남문화재단